# Piange... il telefono (film)
Piange... il telefono  è un film del 1975 diretto da Lucio De Caro.

## Trama
Un pilota civile dell'Alitalia, Andrea Balestrieri, si innamora perdutamente di una affascinante modella francese, Colette Vincent, alla quale promette il matrimonio. A causa di problemi cardiaci, Andrea è però costretto ad abbandonare il lavoro e, per non finire dietro una scrivania, decide di pilotare aerei privati, finendo però involontariamente a condurre un aereo carico di armi diretto in un paese non identificato dell'Africa subsahariana. Andrea viene catturato da un gruppo di ribelli, mentre gli altri due piloti vengono uccisi.
Solo dopo sette anni di prigionia Andrea riesce a ritornare in Italia, dove scopre che Colette si è rifatta una vita accanto a un medico fiorentino. Colette rifiuta di rincontrarsi con Andrea, che credeva l'avesse abbandonata poco prima del matrimonio. Andrea decide così di telefonarle a casa, dove gli risponde una bambina di 7 anni, Chiara, la figlia che Colette aveva concepito con lui poco prima della sua partenza per l'Africa.
Andrea riesce a parlare soltanto con l'attuale compagno di Colette, al quale chiede di incontrare Chiara, poiché, a causa dei suoi problemi cardiaci, non avrà più molto tempo per poter conoscere la figlia. Nel finale Andrea e Chiara passeranno una giornata insieme, mentre Colette, che li osserva da lontano, rimane chiusa nella propria stanza.

## Produzione
Il film nasce dall'idea di sfruttare il successo dell'omonima canzone di Modugno e Francesca Guadagno, grande successo discografico, al primo posto della classifica nell'aprile dello stesso anno.